# Осокин, Василий Иванович
Василий Иванович Осокин (13 января 1916 — 29 января 1984) — командир отделения сапёрного взвода 766 стрелкового полка (217-я стрелковая дивизия, 48 армия, 2-й Белорусский фронт), старший сержант, полный кавалер Ордена Славы.

## Биография
Родился  в деревне Подозёрки Ветлужского уезда Костромской губернии (в настоящее время Ветлужский район Нижегородской области) в крестьянской семье. Окончил 2 класса школы, работал плотогоном на Ветлуге и Волге. С 1937 по 1939 годы служил в Красной армии.
В августе 1941 года Воскресенским райвоенкоматом был вновь призван в ряды Красной армии. На фронтах Великой Отечественной войны с октября 1941 года.
17 июля 1943 года разведчик Осокин был награждён медалью «За отвагу» за то, что у деревни Озерки в Орловской области в бою первым ворвался в траншею противника и уничтожил двух солдат противника, а 15 июля в глубине противника обнаружил двух «кукушек» и уничтожил их.
26 июня 1944 года огнём противника была разбита переправа через реку Друть северо-западнее Рогачёва. Сержант Осокин со своим отделением сапёров под ожесточённым огнём противника восстановил переправу и тем обеспечил продвижение танков и артиллерии. Приказом по 217 Унечской дивизии от 26 июля 1944 года он был награждён орденом Славы 3-й степени.
В период работ с 23 октября по 3 ноября 1944 года по созданию оборонительных укреплений по правому берегу реки Нарев в районе местечка Макув-Мазовецки, командир отделения сапёрного взвода сержант Осокин в составе группы сапёров установил 1500 противотанковых и 1486 противопехотных мин. 23 ноября 1944 года, участвуя в захвате «языка», обеспечил разведчикам безопасный проход к траншеям противника, а так же умело провёл группу обратно, что в составе группы потерь не было. Приказом по 48-й армии от 4 декабря 1944 года он был награждён орденом Славы 2-й степени.
Старший сержант Осокин при прорыве сильно укреплённой глубокоэшелонированной обороны противника на подступах к городу Макув-Мазовецки и при развитии наступления 14—15 января 1945 года, действуя впереди наступавших стрелковых подразделений, делал проходы в минных полях и проволочных заграждениях противника, вместе с бойцами отделения снял до 200 противотанковых и 280 противопехотных мин. 18 января 1945 года с отделением бойцов разминировал улицы и здания в городе Пшасныш (Повят-Пшасныский, Мазовецкое воеводство), обезвредил 6 фугасов замедленного действия, заложенных в зданиях города, предотвратив их взрыв и жертвы среди бойцов Красной армии и мирного польского населения. Указом Президиума Верховного Совета СССР от 24 марта 1945 года он был награждён орденом Славы 1-й степени.
Старший сержант Осокин демобилизовался в мае 1947 года. Вернулся на родину, жил в рабочем посёлке имени М. И. Калинина, работал на картонажной фабрике.
Скончался Василий Иванович Осокин 29 января 1984 года.